# Patrick Alphonse Bengondo
Patrick Alphonse Bengondo est un footballeur camerounais, né le 27 septembre 1981. Cet attaquant évolue actuellement avec le FC Aarau.

## Carrière
Il a commencé sa carrière en Afrique dans le petit club de l'Olympique Mvolyé au Cameroun où il a joué pendant 1 an. Il a joué par la suite en Suisse à l'Étoile Carouge FC, à l'AC Bellinzone, au GS Biaschesi, au FC Aarau, au Servette FC et au FC Winterthur mais aussi en Roumanie avec le club de l'Universitatea Craiova.

### Palmarès
- Néant